# Втрати 12-го батальйону територіальної оборони (Донбас, РФ)
У статті наведено подробиці поіменних втрат 12-го батальйону територіальної оборони «Рим»,  збройного формування 2-го армійського корпусу окупаційних військ РФ на Донбасі.

## Війна на сході України
| п/п | Ім'я                                   | Звання, посада | Місце смерті       | Дата народження | Дата смерті |
| --- | -------------------------------------- | -------------- | ------------------ | --------------- | ----------- |
| 1.  | Бондарець Костянтин Сергійович         |                | Перевальськ        | 15.11.1984      | 14.10.2014  |
| 2.  | Бедниченко Руслан Іванович ("Русік")   |                | Чорнухине          | 16.11.1977      | 31.01.2015  |
| 3.  | Калашников Іван Анатолійович           |                |                    | 19.11.1977      | 28.02.2015  |
| 4.  | Мартиросов Віталій Володимирович       |                | Щастя              | 27.12.1988      | 04.06.2015  |
| 5.  | Житний Ігор Олегович                   |                | Христове           | 25.10.1985      | 21.07.2015  |
| 6.  | Кравченко Олександр Валерійович        |                | Довжанськ (суїцид) |                 | 05.10.2015  |
| 7.  | Литвинов Сергій Сергійович             |                |                    | 28.08.1995      | 19.04.2017  |
| 8.  | Кадацький Денис Олександрович          |                | Металіст           | 01.03.1988      | 25.07.2017  |
| 9.  | Каргін Василь Михайлович               |                |                    | 16.04.1994      | 30.06.2019  |
| 10. | Дураченко Володимир Юрійович ("Дурік") |                | Світлодарськ       | 18.03.1995      | 27.12.2019  |

## Повномасштабне вторгнення Росії
| п/п | Ім'я                             | Звання, посада    | Місце смерті | Дата народження | Дата смерті |
| --- | -------------------------------- | ----------------- | ------------ | --------------- | ----------- |
| 1.  | Іосібашвілі Іван Георгієвич      | рядовий           |              | 20.09.1973      | 24.02.2022  |
| 2.  | Моргачов Юрій Миколайович        | рядовий           | Щастя        | 06.08.1971      | 24.02.2022  |
| 3.  | Кочетов Євген Павлович           | рядовий           | Щастя        | 21.03.1991      | 24.02.2022  |
| 4.  | Іващенко Михайло Володимирович   | сержант           | Щастя        | 02.02.1979      | 24.02.2022  |
| 5.  | Корешков Антон Ігорович          | сержант           |              | 11.12.1991      | 24.02.2022  |
| 6.  | Подколзін Дмитро Миколайович     | рядовий           | Щастя        | 17.01.1987      | 24.02.2022  |
| 7.  | Страчков Трохим Миколайович      | молодший сержант  | Щастя        | 13.04.1993      | 24.02.2022  |
| 8.  | Белешов Віталій Олександрович    | рядовий           | Щастя        | 05.06.1989      | 24.02.2022  |
| 9.  | Надольний Володимир Миколайович  | рядовий           | Щастя        | 07.07.1978      | 24.02.2022  |
| 10. | Чабан Руслан Дмитрович           | рядовий           |              | 12.07.1981      | 24.02.2022  |
| 11. | Блохін Володимир Олександрович   | рядовий           |              | 10.04.1991      | 24.02.2022  |
| 12. | Аладов Михайло Георгієвич        | старший лейтенант | Щастя        | 09.11.1982      | 24.02.2022  |
| 13. | Зіменков Михайло Сергійович      | молодший сержант  | Трьохізбенка | 14.07.1998      | 24.02.2022  |
| 14. | Пушилін Євген Володимирович      |                   | Трьохізбенка | 05.02.1981      | 24.02.2022  |
| 15. | Ілющенко Сергій Сергійович       | капітан           | Щастя        | 17.10.1986      | 24.02.2022  |
| 16. | Білоусов Олександр Олександрович | лейтенант         | Щастя        | 17.09.1977      | 24.02.2022  |
| 17. | Левадний Данило Вадимович        | рядовий           | Трьохізбенка | 23.11.2001      | 24.02.2022  |
| 18. | Сафонов Олексій Іванович         |                   | Щастя        | 16.03.1988      | 24.02.2022  |
| 19. | Савілов Олексій Сергійович       | єфрейтор          | Щастя        | 17.07.1985      | 24.02.2022  |
| 20. | Морар Максим Юрійович            | рядовий           | Трьохізбенка | 15.08.2001      | 24.02.2022  |
| 21. | Бондарчик Олексій Зенонович      | рядовий           | Рубіжне      | 02.08.1983      | 30.04.2022  |